# José Vicente Concha
José Vicente Concha Ferreira (Bogotá, 21 de abril de 1867 – Roma, 8 de dezembro de 1929) foi um diplomata e político colombiano. Ocupou o cargo de presidente de seu país entre 10 de agosto de 1914 e 10 de agosto de 1918, além de Concha ser embaixador da Colômbia nos Estados Unidos em 1902 e servir o Ministério das Relações Internacionais durante a gestão de Marco Fidel Suárez. Foi também embaixador em Roma, onde morreu em 1929.